# Austraeolis
Austraeolis Burn, 1962 è un genere di molluschi nudibranchi della famiglia Facelinidae.

## Tassonomia
Comprende le seguenti specie:
- Austraeolis benthicola Burn, 1966
- Austraeolis catina Ev. Marcus & Er. Marcus, 1967
- Austraeolis ornata (Angas, 1864) - specie tipo
- Austraeolis stearnsi (Cockerell, 1901)